# Мария де Леон Белло-и-Дельгадо

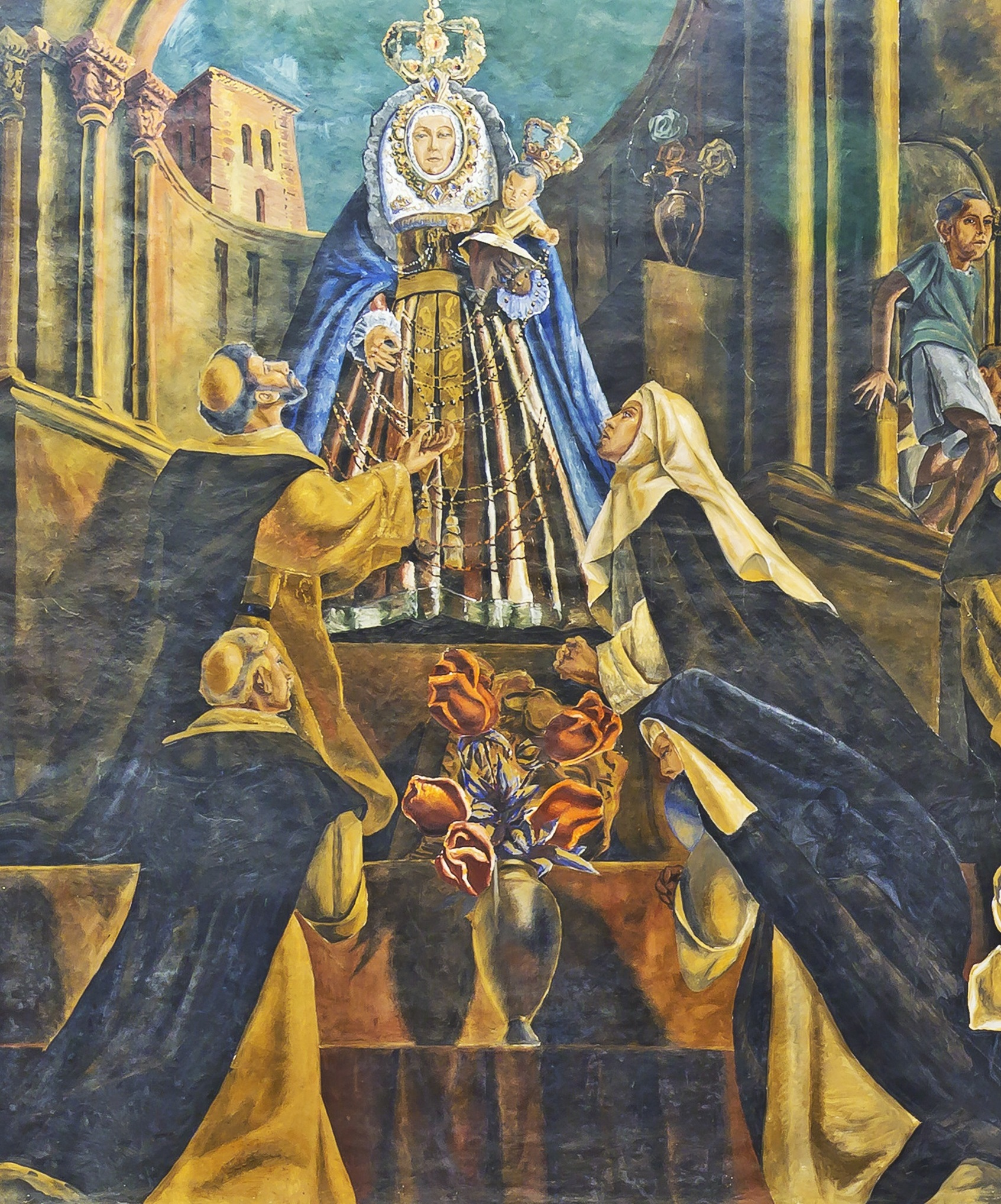
Икона, которая изображает Деву Марию, дающую чётки святому Доминику. На иконе также изображены Екатерина Сиенская, святой Пётр и Мария де Леон-и-Дельгадо (внизу справа)

Мария де Леон Белло-и-Дельгадо или Сестра Мария Иисуса (исп. María de León Bello y Delgado, 23 марта 1643, Эль-Саусаль, Канарские острова — 15 февраля 1731, Сан-Кристобаль-де-ла-Лагуна, Канарские острова) — слуга Божия, испанская монахиня монашеского ордена доминиканцев. Известна на Канарских островах как Сестра Мария Иисуса.

## Биография
Мария де Леон родилась 23 марта 1643 года в городе Эль-Саусаль в бедной семье. После смерти отца была отдана в другую семью, которая планировала переселиться в Америку. Мать Марии де Леон не пожелала, чтобы её дочь покинула родину и отдала её на попечение дяде. С самого детства Мария де Леон вела насыщенную духовную жизнь.
В феврале 1668 года Мария де Леон поступила в монастырь святой Екатерины Сиенской в городе Сан-Кристобаль-де-ла-Лагуна. Среди католических верующих на Канарских островах считается, что Мария де Леон совершала различные чудеса, обладала даром билокации, видела пророческие видения. 
Была знакома с капером Амаро Парго, который под её влиянием стал заниматься благотворительной деятельностью. Монахиня также имела большую дружбу с Иоанн де Хесус.
15 февраля 1731 года Мария де Леон умерла в монастыре.

## Почитание
В 1734 году тело Марии де Леон было извлечено из могилы и было обнаружено, что её останки являются нетленными. С этого времени среди католиков на Канарских островах стало распространяться её почитание.
Ежегодно 15 февраля, в день её смерти, мощи Марии де Леон выставляются для публичного обозрения и почтения.
С 1992 года в местной католической епархии начался процесс причисления Марии де Леон к лику блаженных.

## Память
- В городе Эль-Саусаль находится дом-музей, посвящённый Марии де Леон Белло-и-Дельгадо.
- В монастыре святой Екатерины Сиенской находится небольшой музей, посвящённый Марии де Леон.

## Галерея

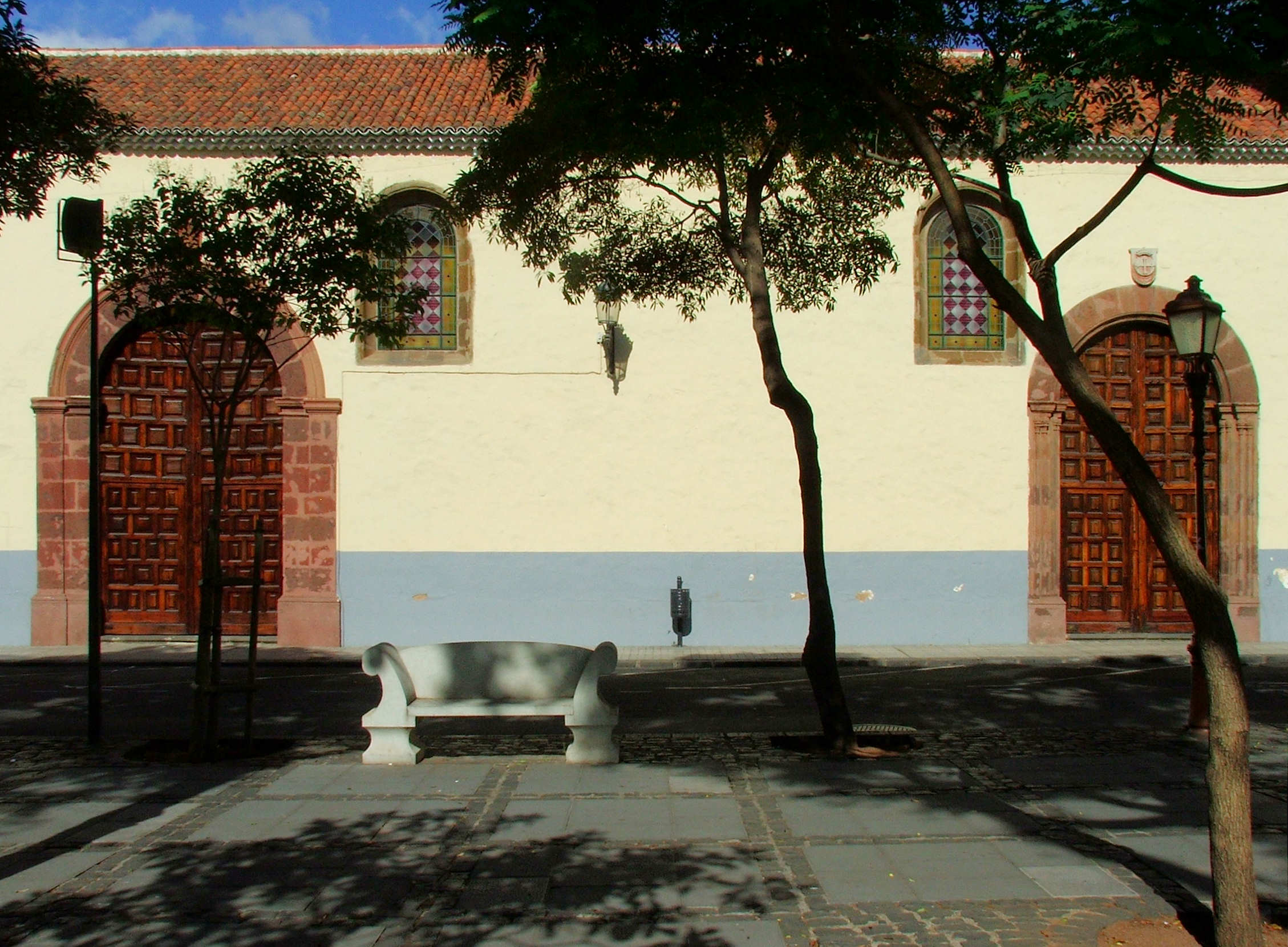
Монастырь Святой Екатерины Сиенской
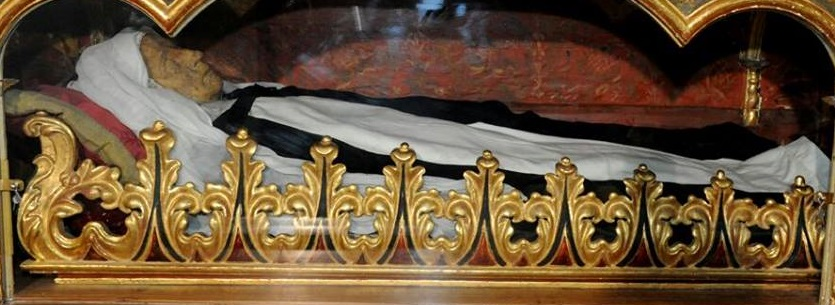
Нетленное тело
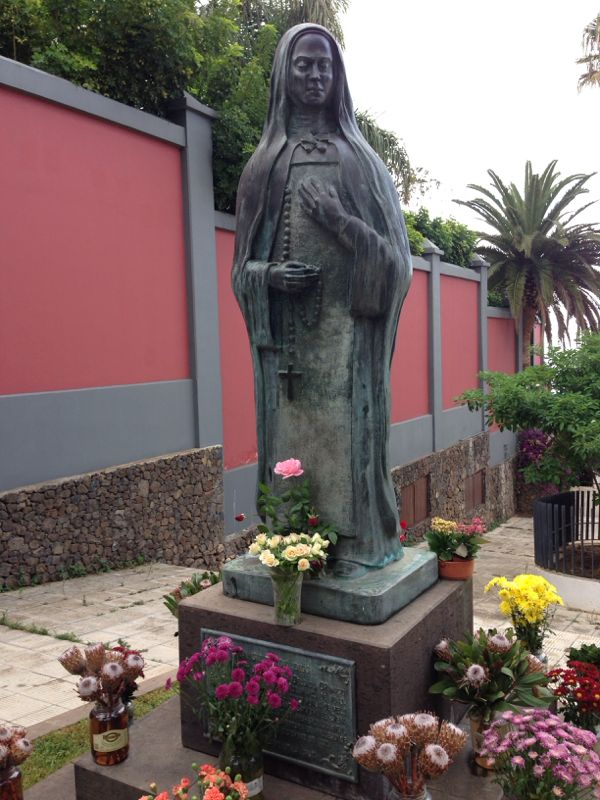
Статуя сестры Марии Иисуса на её родине

## Источник
- Notas sobre la Siervita de Dios  (исп.)